# Scott Wilson
Scott Wilson (Thomasville, 29 de março de 1942 - Los Angeles, 6 de outubro de 2018) foi um ator americano conhecido por interpretar o personagem Hershel Greene na série de televisão The Walking Dead. Desde que iniciou sua carreira, em 1967, atuou em mais de 50 filmes, com destaque para In the Heat of the Night, In Cold Blood, The Great Gatsby, The Right Stuff, Dead Man Walking, Junebug e Monster.

## Vida e carreira
Scott nasceu em Thomasville, no sul dos Estados Unidos, uma cidade pequena e interiorana. Fez sua estreia como ator interpretando personagens suspeitos de assassinato em seus primeiros filmes. Em In the Heat of the Night (1967), In Cold Blood, no mesmo ano, um filme inspirado no livro de mesmo nome de Truman Capote. Scott foi escalado para filmes assim pois era um desconhecido na época.
Scott foi escalado para ser o veterinário e fazendeiro Hershel Greene na segunda temporada de The Walking Dead em junho de 2011, papel que assumiu até 2014. Sua atuação recebeu avaliações positivas da audiência, que o considerava um personagem muito humano entre os outros.
Após sair do elenco de The Walking Dead, atuou de forma intermitente em outros projetos, como nas séries The OA, Damien e Bosch.

## Morte
Scott Wilson morreu em 6 de outubro de 2018, por complicações devido a uma leucemia.

## Filmografia
| Year | Title                                      | Role                        | Notes                                                                                             |
| ---- | ------------------------------------------ | --------------------------- | ------------------------------------------------------------------------------------------------- |
| 1967 | In the Heat of the Night                   | Harvey Oberst               |                                                                                                   |
| 1967 | In Cold Blood                              | Richard Hickock             |                                                                                                   |
| 1969 | Castle Keep                                | Corporal Clearboy           |                                                                                                   |
| 1969 | The Gypsy Moths                            | Malcolm Webson              |                                                                                                   |
| 1971 | A Gang Grissom                             | Slim Grissom                |                                                                                                   |
| 1972 | The New Centurions                         | Gus Plebesly                |                                                                                                   |
| 1973 | Lolly-Madonna XXX                          | Thrush                      |                                                                                                   |
| 1974 | The Great Gatsby                           | George Wilson               |                                                                                                   |
| 1976 | The Passover Plot                          | Judah                       |                                                                                                   |
| 1979 | La Ilegal                                  | Police officer              |                                                                                                   |
| 1980 | The Ninth Configuration                    | Captain Billy Cutshaw       | Vencedor - Melhor Ator no Mystfest Indicado - Globo de Ouro para Melhor Ator Coadjuvante - Cinema |
| 1983 | The Right Stuff                            | Scott Crossfield            |                                                                                                   |
| 1984 | A Year of the Quiet Sun                    | Norman                      |                                                                                                   |
| 1984 | Downstream                                 | Mitch                       |                                                                                                   |
| 1985 | The Aviator                                | Jerry Stiller               |                                                                                                   |
| 1986 | Blue City                                  | Perry Kerch                 | Indicado - Framboesa de Ouro - Pior Ator Coadjuvante                                              |
| 1987 | Malone                                     | Paul Barlow                 |                                                                                                   |
| 1989 | Johnny Handsome                            | Mikey Chalmette             |                                                                                                   |
| 1990 | La Cruz de Iberia                          | Johnson                     |                                                                                                   |
| 1990 | The Exorcist III                           | Dr. Temple                  |                                                                                                   |
| 1990 | Young Guns II                              | Governor Lew Wallace        |                                                                                                   |
| 1991 | Femme Fatale                               | Dr. Beaumont                |                                                                                                   |
| 1991 | Pure Luck                                  | Frank Grimes                |                                                                                                   |
| 1993 | Flesh and Bone                             | Elliott                     |                                                                                                   |
| 1993 | Geronimo: An American Legend               | Redondo                     |                                                                                                   |
| 1995 | Tall Tale                                  | Zeb                         |                                                                                                   |
| 1995 | Mother                                     | Dr. Chase                   | Direto para o Vídeo                                                                               |
| 1995 | Judge Dredd                                | Pa Angel                    |                                                                                                   |
| 1995 | The Grass Harp                             | Eugene Fenwick              |                                                                                                   |
| 1995 | Dead Man Walking                           | Chaplain Farlely            |                                                                                                   |
| 1996 | Shiloh                                     | Judd Travers                |                                                                                                   |
| 1997 | Our God's Brother                          | Adam Chmielowski            |                                                                                                   |
| 1997 | G.I. Jane                                  | Captain Salem               |                                                                                                   |
| 1998 | Puraido: Unmei No Toki                     | Prosecutor Joseph B. Keenan |                                                                                                   |
| 1998 | Clay Pigeons                               | Sheriff Dan Mooney          |                                                                                                   |
| 1999 | Shiloh 2: Shiloh Season                    | Judd Travers                |                                                                                                   |
| 1999 | The Debtors                                |                             |                                                                                                   |
| 2000 | South of Heaven, West of Hell              | Clete Monroe                |                                                                                                   |
| 2000 | The Way of the Gun                         | Hale Chidduck               |                                                                                                   |
| 2001 | O Animal                                   | Prefeito                    |                                                                                                   |
| 2001 | Pearl Harbor                               | General George Marshall     |                                                                                                   |
| 2002 | Bark!                                      | Harold                      |                                                                                                   |
| 2002 | Coastlines                                 | Pa Mann                     |                                                                                                   |
| 2002 | Don't Let Go                               | Jimmy Ray Stevens           |                                                                                                   |
| 2003 | Monster                                    | Horton / Last "John"        |                                                                                                   |
| 2003 | O Ultimo Samurai                           | Ambassador Swanbeck         |                                                                                                   |
| 2005 | Junebug                                    | Eugene Johnsten             |                                                                                                   |
| 2006 | Come Early Morning                         | Lowell Fowler               |                                                                                                   |
| 2006 | Open Window                                | Eddie                       |                                                                                                   |
| 2006 | Saving Shiloh                              | Judd Travers                |                                                                                                   |
| 2006 | The Host                                   | Military doctor             |                                                                                                   |
| 2006 | Behind the Mask: The Rise of Leslie Vernon | Eugene                      |                                                                                                   |
| 2006 | The Sensation of Sight                     | Tucker                      |                                                                                                   |
| 2007 | The Heartbreak Kid                         | Boo                         |                                                                                                   |
| 2007 | Big Stan                                   | Warden Gasque               |                                                                                                   |
| 2009 | Saving Grace B. Jones                      | Reverend Potter             |                                                                                                   |
| 2009 | Bottleworld                                | Murray                      |                                                                                                   |
| 2009 | For Sale by Owner                          | Dr. Banks                   |                                                                                                   |
| 2010 | Radio Free Albemuth                        | President Fremont           |                                                                                                   |
| 2011 | Dorfman                                    | Winston Cooke Sr.           |                                                                                                   |
| 2011 | The Walking Dead                           | Hershel Greene              |                                                                                                   |
| 2017 | Hostiles                                   | Cyrus Lounde                |                                                                                                   |